# Buffalo (Kansas)
Buffalo è un comune degli Stati Uniti d'America, situato nello Stato del Kansas, nella contea di Wilson.